# Caenonomada bruneri
Caenonomada bruneri är en biart som beskrevs av William Harris Ashmead 1899. Caenonomada bruneri ingår i släktet Caenonomada och familjen långtungebin. Inga underarter finns listade.